# كارلوس دياز (سياسي)
كارلوس دياز (بالإنجليزية: Carlos Díaz)‏ هو سياسي أمريكي، ولد في 6 فبراير 1970. حزبياً، نشط في الحزب التقدمي الجديد.